# Hôpital Ignace-Deen
Pour les articles homonymes, voir Deen.
L'hôpital Ignace-Deen est un hôpital de Conakry en république de Guinée, construit à l'époque coloniale.
L'hôpital est situé à côté du musée national de Sandervalia,.

## Histoire

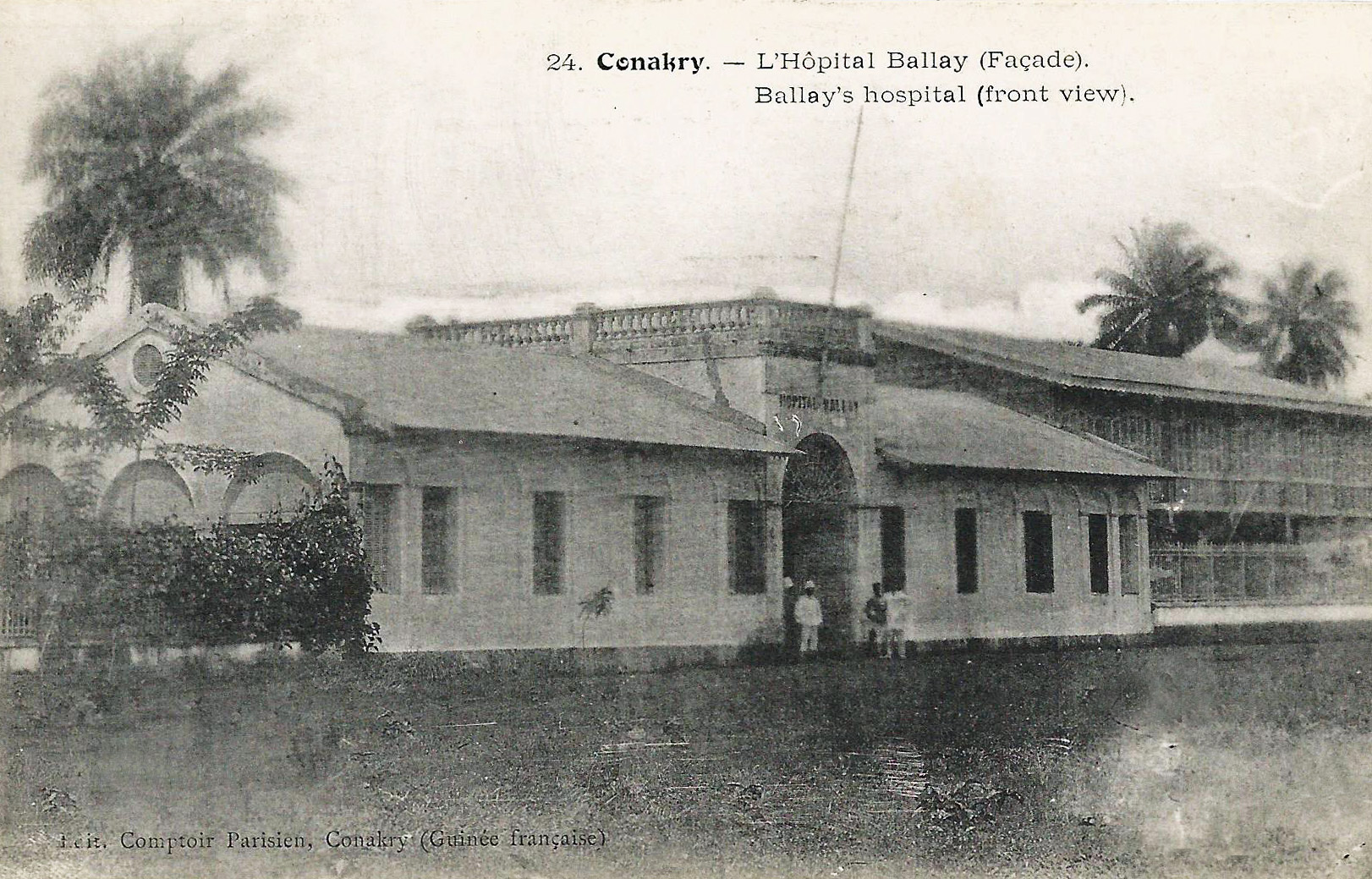
Façade de l'hôpital Ballay

L'hôpital Ignace-Deen, appelé à l'origine hôpital Ballay, a été construit à l'époque coloniale dans la vieille ville de la presqu'île de Tombo.

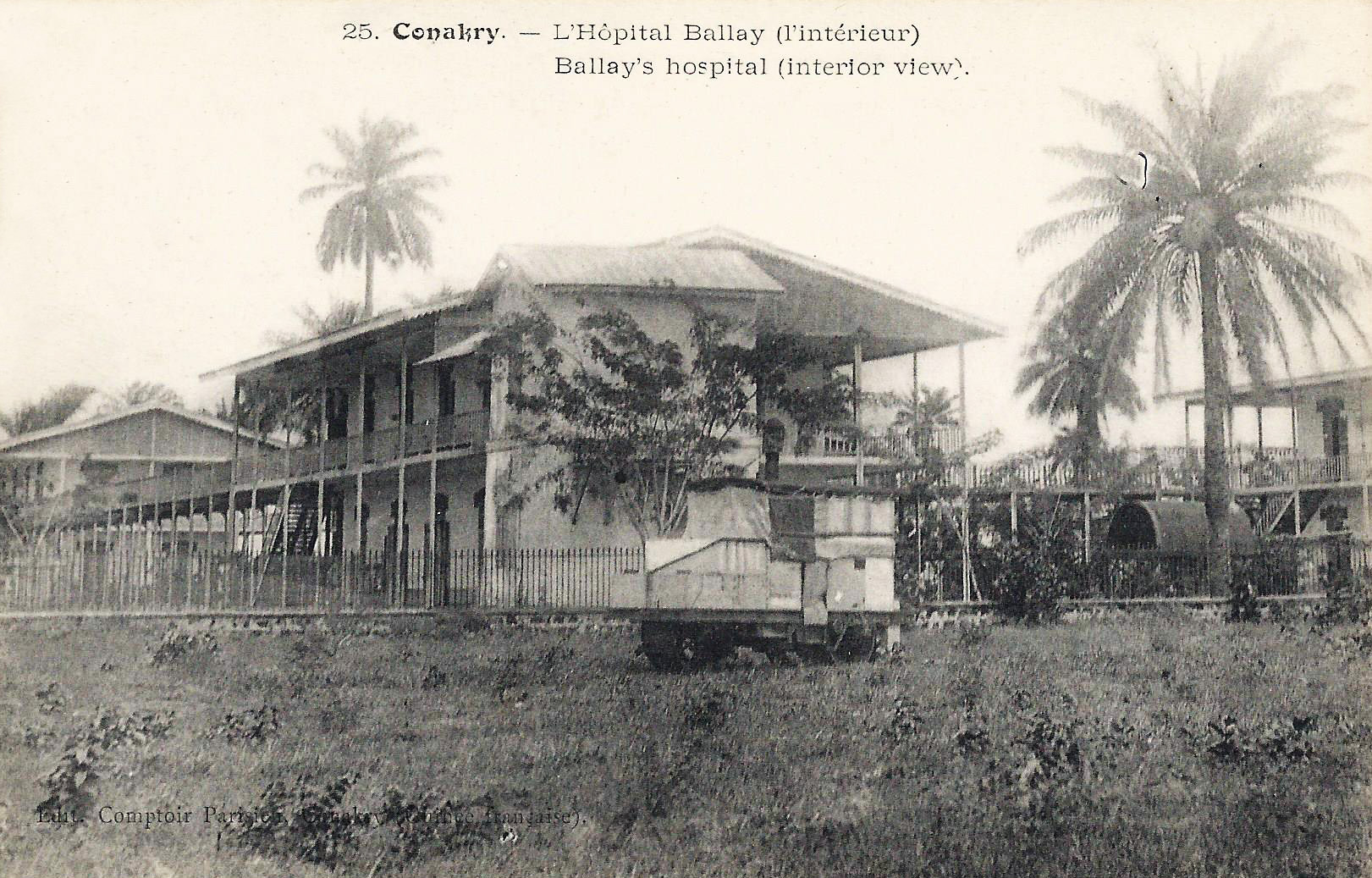
Intérieur de la cour de l'hôpital

Le nom original honorait le docteur Noël Ballay, le premier gouverneur de la Guinée en 1890 après sa séparation du Sénégal. L'hôpital a été rebaptisé après l'indépendance d'après un directeur de l'ère Sékou Touré, Ignace Deen.
Après l'annonce de la découverte d'une tentative de coup d'État en 1969, le chirurgien général de l'hôpital de 42 ans, le Dr Bocar Maréga, a été condamné aux travaux forcés à vie.
Entre 1986 et 1988, un projet européen coordonné par l'université de Liège réhabilite l'hôpital Ignace-Deen. C'est l'un des hôpitaux nationaux disposant d'un laboratoire de référence, en plus de l'hôpital Donka, sino-guinéen. Ignace-Deen est également un hôpital universitaire (Centre hospitalo-universitaire, ou CHU), tout comme Donka.

### Dans l'actualité
L'hôpital doit périodiquement faire face aux séquelles de la violence politique. Une manifestation le jour de l'indépendance, le 28 septembre 1993, a été violemment réprimée par les troupes. Les comptes officiels indiquent que 18 personnes sont mortes et 198 ont été blessées. Les dossiers hospitaliers font état de 31 décès, 21 à l'hôpital Donka et 10 à Ignace-Deen, et 225 blessés[réf. nécessaire].
Le jour de l'indépendance 2009, plusieurs milliers de personnes ont organisé une manifestation contre le régime militaire du capitaine Moussa Dadis Camara devant la grande mosquée de Conakry. Il a été rapporté que des manifestants ont été piégés, brutalisés, humiliés, passés à tabac, violés, poignardés et tués par des escouades droguées de l'armée. Les autorités ont donné un nombre de morts de 56, mais les groupes de défense des droits de l'homme ont signalé plus de 150. Les corps ont été emmenés à la morgue de l'hôpital Ignace-Deen, qui a été placé sous garde militaire. Une Commission d'enquête internationale a été établie pour enquêter sur les violences, en recueillant les témoignages des médecins d'Ignace Deen qui avaient prodigué les premiers soins et entendu les témoignages de première main des victimes.
En octobre 2010, plusieurs partisans du candidat présidentiel Alpha Condé ont été admis à l'hôpital Ignace-Deen se plaignant d'avoir été empoisonnés par des Peuls. L'épouse de Condé, Mme Djene Kaba Condé, et d'autres femmes dirigeantes ont rendu une visite publique aux victimes, qui semblaient souffrir considérablement.
La nouvelle a provoqué des violences en Haute-Guinée, des personnes de Moyenne-Guinée ont été tuées ou expulsées et leurs biens vandalisés. Lorsque la directrice de l'hôpital, Mme Hadja Fatoumata Binta Diallo, a déclaré que les partisans de Condé n'étaient pas en danger et qu'aucun décès n'était survenu, le Premier ministre Jean Marie Doré l'a suspendue pour avoir fait des déclarations spéculatives avant qu'une analyse médicale complète ne soit terminée.
Au bout de deux semaines, les victimes ont reçu la visite d'une équipe de guérisseurs traditionnels de Haute-Guinée qui ont effectué des gestes et des incantations qui leur ont fait retrouver immédiatement la santé. Binta Diallo a été réintégrée par le président plus tard ce mois-là.
À la suite de l'élection d'Alpha Condé, en janvier 2011, le Dr Mohamed Awada a été nommé directeur général de l'hôpital. Il a remplacé le Dr Fatoumata Binta Diallo.
Après le coup d'État du 5 septembre 2021, le Pr Mamadou Dadhi Baldé a été nommé directeur de l'hôpital. Il a remplacé le Dr Mohamed Awada.

## Collaboration
Depuis 2017, en collaboration avec des scientifiques des États-Unis et du Danemark, l'hôpital Ignace Deen agit comme un pôle régional de recherche neurologique.